# 林尚克
林 尚克（はやし なおかつ、1973年9月11日 - ）は、神奈川県出身の元社会人野球選手（外野手）、指導者、監督。右投左打。2009年まで硬式野球クラブ 東海REX（現：日本製鉄東海REX）でプレー。175cm、75kg。現役時代の背番号は31。

## 人物・来歴
神奈川県出身。
愛知県西春日井郡師勝町（現：北名古屋市）の師勝中学校を経て東邦高等学校に入学。3年生だった1991年には春夏連続で甲子園に出場。春のセンバツでは1回戦で鹿児島実業に5対8で敗れたものの、4番・中堅手で出場し満塁本塁打を放った。また夏は愛知県大会決勝で鈴木一朗投手を擁する愛工大名電を破って甲子園に出場したが、夏の甲子園ではまたしても1回戦敗退に終わった。1991年のプロ野球ドラフト会議では、ライバルだった鈴木（オリックス・ブルーウェーブから4位指名）や大砲候補として注目されていた徳本政敬（三重県立木本高校、広島東洋カープから2位指名）とともに注目候補として名前を挙げられていたが、結果的に林を指名する球団は現れなかった。
高校卒業後の1992年、新日鐵名古屋に入社。パワフルなバッティングで打線の核を担い、第66回都市対抗野球大会（1995年）ではチームのベスト8入りに貢献、大会優秀選手に選ばれた。また、第72回都市対抗野球大会（2001年）では三菱自動車岡崎の補強選手として準優勝に貢献した。
ベテランの域に入っても強力な打棒が衰えることはなく、第75回都市対抗野球大会（2004年）では王子製紙の補強に選ばれ、主に1番・レフトを任され、攻撃的布陣の切り込み隊長の役割を担うこととなった。準々決勝から3試合連続のホームランを放ち、特に決勝戦（対ホンダ（狭山市）戦）では、延長10回裏1死無走者で打席に入り、恩田寿之（かずさマジックより補強）からライトスタンドに都市対抗野球大会史上初の優勝決定サヨナラホームランを叩き込んだ。この一発は王子製紙に初優勝をもたらしたのみならず、愛知県勢にとって初めての黒獅子旗獲得につながるものであった。この活躍により、大会優秀選手の他に、その年の社会人ベストナイン（外野手部門）も初受賞した。
現役引退後もチームに残ってコーチを務めたのち、2020年からは監督に昇格した。
2021年限りで監督を退任した。

## 主な表彰・タイトル
- 第66回都市対抗野球大会優秀選手（外野手）（1995年）
- 第75回都市対抗野球大会優秀選手（外野手）（2004年）
- 社会人ベストナイン1回　（2004年・外野手）
- 都市対抗野球大会10年連続出場表彰（2009年、王子製紙の補強選手として達成）